# 馬装
馬装（ばそう）とは、騎乗のために人と馬の準備をすることである。馬のみの準備（鞍や頭絡などの装着）を指す場合もある。

## 概要
一般的には、馬装の際にその準備として簡単な馬の手入れも含まれる。そのため、通常は、裏掘り⇒ブラッシング・マッサージ⇒保護具の装着⇒装鞍（鞍の装着）⇒装勒（頭絡の装着）の順で行われる。
保護具にはプロテクターや肢巻などがある。プロテクターは簡易で、傷の保護に役立つ。肢巻は、やや手間がかかるが、保護と補強に優れている。